# George T. Mickelson
George Theodore Mickelson (23 juillet 1903 - 28 février 1965) est un avocat américain, 16e procureur général du Dakota du Sud, 18e gouverneur du Dakota du Sud, et juge de district des États-Unis à la Cour de district des États-Unis pour le district du Dakota du Sud. Il est le patriarche de la célèbre famille Mickelson du Dakota du Sud.

## Jeunesse et éducation
George T. Mickelson est né près de Selby dans le comté de Walworth, dans le Dakota du Sud, fils d'Emma L. (Craig) et de George M. Mickelson. Son père est un immigrant norvégien et ses grands-parents maternels sont allemands. Il obtient un baccalauréat en droit de la faculté de droit de l'Université du Dakota du Sud en 1927. Il est membre de la fraternité sociale Lambda Chi Alpha. Cette année-là, il retourne à Selby pour pratiquer le droit. Il épouse Madge Turner et ils ont quatre enfants.

## Carrière
Avant de devenir gouverneur, Mickelson, un républicain, est procureur de l'État du comté de Walworth de 1933 à 1936. Il siège à la Chambre des représentants du Dakota du Sud de 1937 à 1943 et est président de la Chambre lors de son dernier mandat.
Il est ensuite procureur général du Dakota du Sud de 1943 à 1947. Mickelson bat le démocrate Lynn Fellows de Plankinton par un score de 108 155 voix contre 62 527 voix. Il est réélu en battant le démocrate Wheeler par 137 311 voix contre 83 441.
Mickelson est gouverneur du Dakota du Sud de 1947 à 1951.
Mickelson se présente lors des primaires présidentielles du Dakota du Sud de 1952, soutenant la candidature nationale de Dwight D. Eisenhower, et perd de justesse face au principal rival d'Eisenhower, le sénateur Robert Taft de l'Ohio.
Mickelson est nommé par le président Dwight D. Eisenhower le 9 décembre 1953, à la Cour de district des États-Unis pour le district du Dakota du Sud, à un intérim. Il est nommé au même poste par le président Eisenhower le 11 janvier 1954 et confirmé par le Sénat des États-Unis le 9 février 1954. Il est juge en chef de 1954 à sa mort le 28 février 1965.

## Vie privée
Mickelson est le patriarche de la célèbre famille Mickelson du Dakota du Sud. Le fils de Mickelson, George S. Mickelson, est gouverneur du Dakota du Sud de 1987 à 1993. Son petit-fils Mark Mickelson est président de la Chambre des représentants de l'État du Dakota du Sud de 2017 à 2018.
Mickelson est décédé le 28 février 1965 et est enterré au cimetière Woodlawn à Sioux Falls, dans le Dakota du Sud.
Peu de temps après sa mort, l'Université du Dakota du Sud nomme un nouveau dortoir en son honneur, George T. Mickelson Hall (mieux connu sous le nom de Mickelson Hall) ouvert en 1966.